# Divorzio provvisorio
Divorzio provvisorio (Wolf in man's clothing) è un romanzo giallo della scrittrice Mignon Good Eberhart, pubblicato nel 1942, il sesto della serie con l'Infermiera Sarah Keate.
Il libro è stato tradotto in francese, tedesco e in italiano; in lingua originale ha avuto molte edizioni e ristampe.

## Trama
Sarah Keate si reca a casa Brent per curare Craig, un giovane, ferito da un'arma da fuoco. Con lei c'è Drue Cable come collega, ma all'arrivo Sarah scopre che Drue è stata sposata a Craig e si è fatta assegnare l'incarico per avere una spiegazione con l'ex marito. Craig non può parlare, cosciente solo a tratti, a causa di un forte sedativo che il dottor Chivery gli ha somministrato per alleviare il dolore. Invece gli altri abitanti della casa trattano Drue come un'intrusa: sono Conrad, padre di Craig (da sempre ostile a Drue), Alexia, (moglie di Conrad, ma in precedenza quasi fidanzata a Craig) e Nicky, fratello gemello di Alexia; inoltre la domestica Anna ha una reazione di terrore difficile da comprendere. Nella casa vi è un maggiordomo (Beevens), il dottor Claud Chivery con la moglie Maud e un amico, Peter Huber, compagno di scuola di Craig.
A quanto dicono tutti, Craig si è ferito da solo, mentre alle undici di sera puliva un'arma in giardino. Questa versione è troppo forzata e Sarah vorrebbe scoprire la verità, ma la sera stessa Conrad Brent muore per un improvviso attacco di cuore, dopo una discussione con Drue. Ancora una volta il dottor Chivery parla di fatalità (Conrad era cardiopatico e assumeva digitalina), ma qualcuno, una donna, ha avvertito la polizia e giunge il tenente Nugent, il quale trova moltissime irregolarità, sia a proposito della morte di Conrad, sia riguardo al ferimento di Craig. Non si trova il proiettile che ha colpito Craig, partito dalla pistola del padre; mancano i farmaci di Conrad e quest'ultimo ha il segno di un'iniezione. Nugent e il procuratore Soper sono convinti che Conrad sia stato assassinato e stabiliscono un'autopsia. Il risultato è che Brent è stato avvelenato da una dose eccessiva di digitalina. Dopo varie pressioni, Drue ammette di avergli iniettato il farmaco, richiesto da Conrad stesso che si sentiva male. Ciò porta a due ipotesi: o l'iniezione era sovradosata, oppure Brent aveva bevuto del cognac in cui era stato introdotto il farmaco e l'iniezione aveva agito come un'overdose.
Il giorno seguente Craig si riprende. Afferma che qualcuno gli ha sparato, ma sostiene di ignorare l'identità dell'aggressore. Fa notare che il colpo poteva essere destinato a un altro, perché Nicky, Peter, Chivery hanno tutti all'incirca la sua statura. Poi, nel pomeriggio, Sarah (che aveva fatto una passeggiata) trova il dottor Chivery con la gola tagliata mentre attraversava una scorciatoia verso il parco della villa. Nessuno ha un alibi, neppure Drue che avrebbe dovuto essere piantonata da un agente come maggior sospettata per la morte di Conrad Brent. Drue è scappata insieme ad Anna, allorché Craig ha dichiarato di non volere più sposare lei, ma Alexia. Craig ha fatto questo per muovere gli eventi e Drue gli ha creduto. Intanto emergono le passate simpatie di Conrad per il regime nazista e si trovano assegni intestati a Frederic Miller, sconosciuto a tutti. La fuga di Drue con Anna si conclude a casa Chivery dove Sarah si è recata con Peter Huber. Sarah ha capito che il simpatico Peter altro non è che Miller, un infiltrato nazista, incaricato di raccogliere denaro per la causa della Germania. È inoltre il fratello della povera Anna, strumentalizzata per farlo entrare in casa Brent. Sul punto di venire scoperto, Peter Haub ha compiuto i vari crimini, creandosi alibi quasi perfetti. Stabilita la verità, Sarah può lasciare il suo paziente e tornare a casa Brent in seguito per il matrimonio di Drue e Craig.

## Personaggi
- Sarah Keate, infermiera.
- Drue Cable, infermiera collega di Sarah, entrambe assegnate all'assistenza in casa Brent.
- Craig Brent, giovane ferito.
- Conrad Brent, padre di Craig.
- Alexia, moglie di Conrad.
- Nicky Senour, fratello gemello di Alexia.
- Peter Huber, ospite dei Brent.
- Claud Chivery, medico e amico dei Brent.
- Maud, moglie di Chivery.
- William Beevens, maggiordomo in casa Brent.
- Anna Haub, cameriera.
- Frederic Miller, destinatario di alcuni assegni.
- Nugent, tenente di polizia.
- Soper, Procuratore Distrettuale.

## Edizioni in italiano
- Mignon Good Eberhart, Divorzio provvisorio, collana Il Giallo Mondadori n. 36, Milano: 1948
- Mignon Good Eberhart, Divorzio provvisorio, collana I capolavori dei gialli n. 84, Verona; Milano: 1958
- Le signorine omicidi, a cura di Mauro Boncompagni, collana Gli speciali del Giallo Mondadori, Milano: 2014 (contiene: Diritto d'asilo di Agatha Christie, Divorzio provvisorio di Mignon Good Eberhart, Mammina e il suo creatore di James Yaffe)